# آندره کاریو
آندره مارتین کاریو دیاز (اسپانیایی: André Martín Carrillo Díaz‎؛ زادهٔ ۱۴ ژوئن ۱۹۹۱) بازیکن فوتبال اهل پرو است. و اکنون عضو تیم القادسیه عربستان سعودی است . 

## باشگاهی
از باشگاه‌هایی که در آن بازی کرده‌است می‌توان به الیانزا لیما، اسپورتینگ، بنفیکا، واتفورد و الهلال اشاره کرد.

## تیم ملی
وی همچنین در تیم ملی فوتبال پرو بازی کرده‌است.
در ۶۰ بازی ملی در تیم ملی فوتبال پرو  ۱۲ گل به ثمر رسانده است.